# Studio Polon
Studio Polon Co., Ltd.  (株式会社POLON Kabushiki-gaisha Sutajio Poron?), es un estudio de animación japonés fundado en 2022.

## Historia
La empresa fue fundada en marzo de 2022 y está dirigida por los productores Fuminori Hara y Masao Morosawa. Los primeros trabajos en los que estaba involucrada la compañía en la producción de anime, eran principalmente como subcontratistas. El primer trabajo como animador principal del estudio fue la adaptación de las novelas ligeras Saikyō Tank no Meikyū Kōryaku en 2024.

## Obras

### Series de televisión
| Año  | Título                                            | Director            | Fecha de primera transmisión | Fecha de última transmisión | Eps. | Notas                                                                               | Refs.       |
| ---- | ------------------------------------------------- | ------------------- | ---------------------------- | --------------------------- | ---- | ----------------------------------------------------------------------------------- | ----------- |
| 2024 | Saikyō Tank no Meikyū Kōryaku                     | Mitsutaka Noshitani | 7 de enero de 2024           | 24 de marzo de 2024         | 12   | Adaptación de las novelas ligeras escritas por Ryūta Kijima e ilustradas por Sando. | [ 5 ] [ 6 ] |
| 2025 | Kao ni Denai Kashiwada-san to Kao ni Deru О̄ta-kun | Tomohiro Kamitani   | Octubre de 2025              | —                           | —    | Adaptación del manga escrito e ilustrado por Fuyu Azuma.                            | [ 7 ] [ 8 ] |